# 演藝界情繫玉樹關愛行動
演藝界情繫玉樹關愛行動（英語：Artistes 414 Fund Raising Campaign）是香港演藝人協會等機構，因應青海2010年玉樹地震而舉辦的一項賑災活動，於2010年4月26日在位於香港九龍紅磡的香港體育館（簡稱紅館）舉行。

## 捐款渠道
因應活動舉行，電訊盈科免費向大會提供100條電話熱線，捐款熱線為：+852 1873288，另外亦設有SMS捐款熱線508 508。而大會亦於兩家銀行開設捐款帳戶：
- 銀行帳戶名稱：「演藝界情繫玉樹關愛行動」（中銀香港、東亞銀行）

## 籌備工作
因應青海2010年玉樹地震，香港演藝人協會於2010年4月21日舉行記者招待會，宣布舉行該活動。時任演藝人協會會長曾志偉表示，從『512』四川大地震、去年台灣風災至今次青海地震，期間世界各地均發生不同的天災，每次演藝界都被問及是否舉行義演活動，我們亦視乎災情而決定。今次的地震情況頗嚴重，而且更有一位香港居民遇難，遂決定立即舉行籌款，雖然短短數小時的籌款，善款一定不及籌得20億的中國中央電視台籌款晚會，但乃希望藉此表達香港市民對青海玉樹縣的心意和關心。
曾志偉表示，「大匯演」將於紅磡體育館舉行，公開讓市民到場欣賞，由於香港女童軍總會前一天正舉行活動，可留下舞台作演出以省卻製作費，但因之前的活動採用「三面台」設計，使場館只能容納約6,000名觀眾，故是次義演將不會作流水式入場安排。當紅館6,000座位坐滿，便不會再讓觀眾入場，每位觀眾最少需捐出100元的善款。而大會將在紅館場外會有大熒幕直播場內情況，估計可容納1,000人席地而坐，亦會設悼念區，讓市民悼念義工黃福榮及遇難災民。曾志偉又呼籲市民不要帶鮮花到場，並將之捐作善款，大會亦會現場設捐款箱。
大會亦特別邀請潘源良將盧冠廷作曲的林子祥作品《憑著愛》填上新詞，改名為《手連心》作為大匯演的主題曲，並於翌日晚上安排藝人在香港電台錄音，經剪接後於各大媒體播放。
曾志偉表示從「演藝界512關愛行動」至今，期間發生過不少災難，但今次青海的地震太嚴重，不少演藝界人士及市民也向他了解是否會有籌款活動，加上香港人黃福榮代表了香港精神，亦希望對他有所表達，於是立即籌備。對於籌款目標方面，由於中央電視台的籌款晚會籌得20億元人民幣，而鳳凰衛視在青海的籌款活動亦籌得9億元人民幣，故香港的籌款晚會只屬杯水車薪，也不希望有籌款壓力，只希望給香港人一個表達機會，亦提供一個悼念地方給港人鞠躬。

## 媒體轉播
因應活動舉行及讓更多人參與賑災，以下的媒體頻道為晚會作現場直播：
| 所在地   | 播出頻道                       | 播出日期      | 播出時間    |
| -------- | ------------------------------ | ------------- | ----------- |
| 香港     | 無綫電視：翡翠台               | 2010年4月26日 | 19:00-23:00 |
| 香港     | 無綫電視：高清翡翠台           | 2010年4月26日 | 18:00-23:00 |
| 香港     | 無綫電視：TVB8                 | 2010年4月26日 | 20:00-23:00 |
| 香港     | 亞洲電視：本港台               | 2010年4月26日 | 18:55-23:00 |
| 香港     | 亞洲電視：亞洲高清台           | 2010年4月26日 | 18:00-23:00 |
| 香港     | 香港有線電視：娛樂新聞台       | 2010年4月26日 | 19:00-24:00 |
| 香港     | 香港有線電視：有線寬頻 i-CABLE | 2010年4月26日 | 18:00-23:00 |
| 香港     | now寬頻電視：now香港台         | 2010年4月26日 | 18:00-24:00 |
| 香港     | 香港電台第二台                 | 2010年4月26日 | 18:00-24:00 |
| 香港     | 香港電台網上廣播站             | 2010年4月26日 | 18:00-23:30 |
| 香港     | 香港商業電台：叱咤903商業二台  | 2010年4月26日 | 18:00-23:00 |
| 香港     | 新城電台：新城知訊台           | 2010年4月26日 | 19:00-23:00 |
| 新加坡   | TVBJ                           | 2010年4月26日 | 19:00-23:00 |
| 马来西亚 | Astro On Demand                | 2010年4月26日 | 19:00-23:00 |
| 马来西亚 | Astro華麗台                    | 2010年4月26日 | 20:00-23:00 |

## 成績
是次活動（大匯演演出期間）籌募得超過 3506 萬港元善款。其中包括：
- 邵逸夫爵士捐赠1000萬港元
- 林建岳先生捐赠300萬港元

## 外部連結
- 演藝界情繫玉樹關愛行動 - 大會網頁[]
- 無綫電視網頁(1)[]
- 無綫電視網頁(2)[]
- 情繫玉樹關愛行動 - 香港電台網頁
- 香港電台 - 視像重溫 []
- 情繫玉樹關愛行動- 商業電台網頁 （页面存档备份，存于）
- 情繫玉樹關愛行動 - 有線寬頻網頁[永久]
- 情繫玉樹關愛行動 - 鳳凰網 （页面存档备份，存于）